# Герберт Гренемаєр
Герберт Гренемаєр (повне ім'я Герберт Артур Віглев Кламор Гренемаєр; нім. Herbert Arthur Wiglev Clamor Grönemeyer; нар. 12 квітня 1956) — німецький співак, музикант, продюсер, композитор і актор, популярний у Німеччині, Австрії та Швейцарії.
Гренемаєр зіграв роль військового кореспондента лейтенанта Вернера у фільмі Вольфганга Петерсена 1981 року Das Boot, але пізніше зосередився на своїй музичній кар'єрі. Його альбоми 4630 Bochum (1984) і Mensch (2002) стали четвертим і другим найбільш продаваними записами в Німеччині відповідно, що робить Гренемаєра найуспішнішим виконавцем у Німеччині із сумарним продажем альбомів понад 13 мільйонів.

## Раннє життя
Гренемаєр народився 12 квітня 1956 року в Геттінгені. Він часто каже, що походить з Бохума, де провів більшу частину свого дитинства, юності та молоді роки. Інтерес до музики Гренемаєра виник у віці 8 років, коли він почав брати уроки гри на фортепіано.